# Herman Grimm
Herman Friedrich Grimm (født 6. januar 1828 i Kassel, død 16. juni 1901 i Berlin) var en tysk forfatter, søn af Wilhelm Grimm. 
Grimm drev oprindelig juridiske studier i Bonn og Berlin, men opgav efterhånden disse for at dyrke filologi og historie. I 1872 blev han knyttet til universitetet i Berlin som professor i kunsthistorie. Han trådte første gang frem i litteraturen med dramaet Armin (Leipzig 1851), der efterfulgtes af digtningen Traum und Erwachen, sørgespillet Demetrius, Novellen og romanen Unüberwindliche Machte. I sine forskellige bind Essays samlede han en række karakteristikker og litterære kunstanalyser, medens han i Leben Michelangelos (Hannover 1862—63, 1—2) leverede sit kunsthistoriske hovedværk, der udvikler sig til et med rig lærdom udført karakterbillede af renaissancens dage. Af hans øvrige arbejder må — foruden hans Homerstudier i Homer (Berlin 1890—95, 1—2) — især nævnes hans biografisk-kritiske værk Goethe, oprindelig forelæsninger ved universitetet i Berlin. Dette har vundet vid udbredelse og foreligger i en halv snes oplag. 